# Château de Cefnllys
Le château de Cefnllys (en anglais : Cefnllys Castle et en gallois : Castell Cefn-llys) est un château médiéval dans le Radnorshire (désormais intégré au Powys), au Pays de Galles.
Deux châteaux successifs ont été construits sur une crête au-dessus de l'Ithon (en) au XIIIe siècle, remplaçant une motte castrale construite par les Normands à proximité. Contrôlant plusieurs voies de communication dans les hauts plateaux des Galles centrales, ces châteaux étaient stratégiquement importants dans les marches galloises au moyen Âge central.